# Christiane Peschek

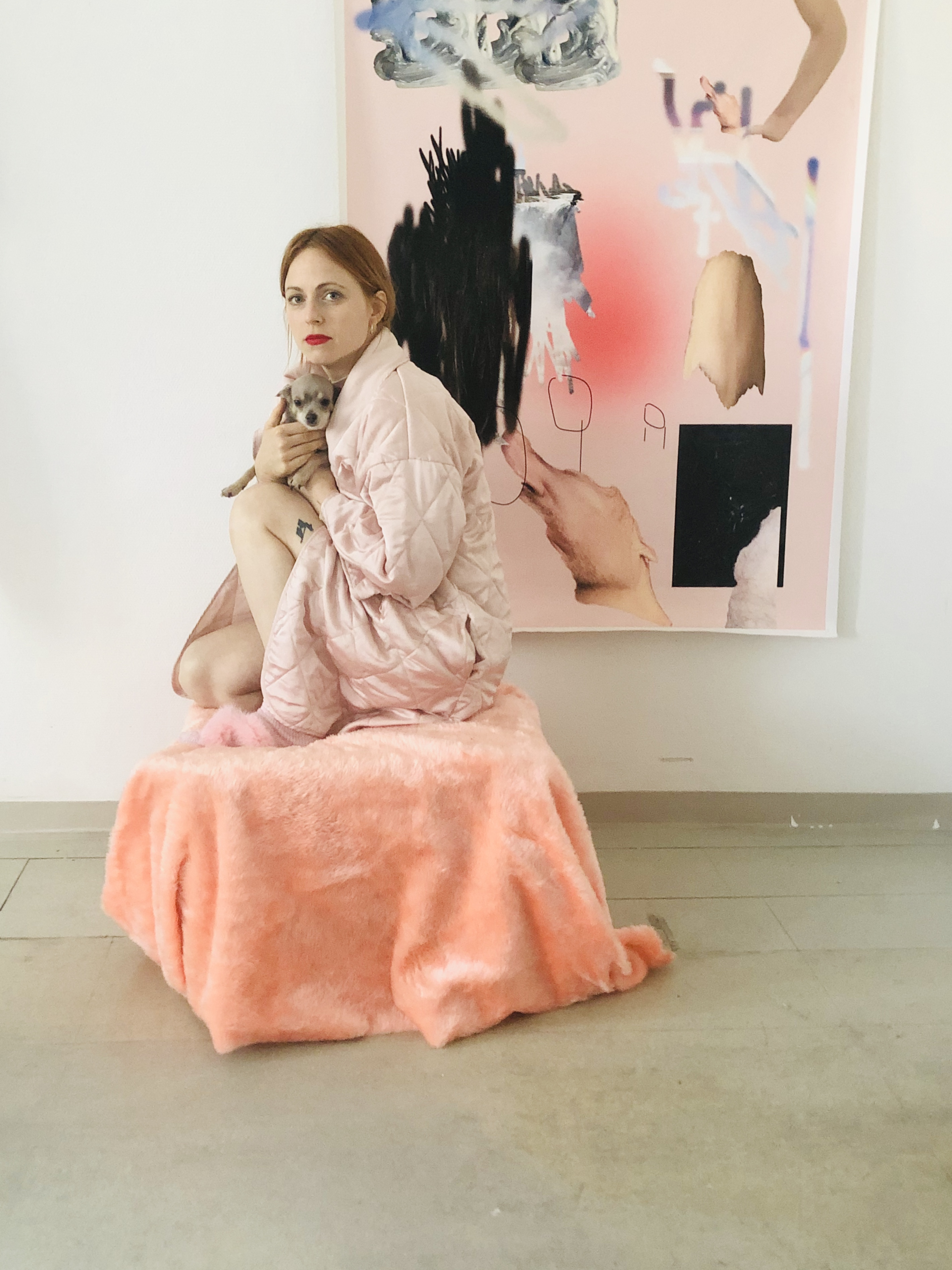
Christiane Peschek in ihrem Atelier in Wien (2020)

Christiane Peschek (* 10. April 1984 in Salzburg) ist eine österreichische Künstlerin, und Autorin.

## Leben
Peschek wuchs in Salzburg auf und studierte an der Universität für angewandte Kunst Wien und an der Akademie der bildenden Künste Wien. Sie war Gründerin und künstlerische Leiterin der 280A Artist Association, einer internationalen Vereinigung von Medienkünstlern mit Fokus auf Post-fotografischer Praxis. 2018 wurde 280A mit dem UNSEEN Tesla Art Trail Award ausgezeichnet. Zusammen mit Ernst Lima arbeitet sie an Sound-Installationen und Musikperformances, die sich mit der Beziehung von Körper und Screen beschäftigen.
Ihre Arbeit beschrieb Peschek in einem Interview als Bewegung zwischen emotionaler Entfremdung und geschlechtsneutraler Bildproduktion in einem erweiterten virtuellen Raum. In ihren teils großformatigen Porträts, die stets Selbstporträts der Künstlerin zeigen, bezieht sie sich auf einen „internet gaze“, einem Blick auf das Selbst, der als Weiterführung des Female Gaze zu interpretieren ist.
In der Ausstellung Stormy Weather  im Kunstraum Niederösterreich und dem Centre Culturel Suisse Paris zeigte sie eine Installation zur veränderten Bedeutung von Clouds im post-internet-Zeitalter. Im Zusammenspiel mit Nahkörpertechnologien, wie Smartphones und Ipads, erforschte sie das Verhältnis von Körper und Screen anhand der Oberfläche von Touchscreens. In dem browser-basierten, interaktiven Werk EDEN verlagert Christiane Peschek die Körperlichkeit ins Innere des Smartphones und thematisiert damit eine geschlechtsneutrale Erweiterung des physischen Körpers. Das Werk war als Teil der Ausstellung „Welcome to Paradise“ 2021 im NRW-Forum Düsseldorf zu sehen.
Elemente von Posthumanismus, Netzfeminismus und Netzspiritualismus finden sich in zahlreichen Werken der Künstlerin. Seit 2015 arbeitet sie neben digitalen Medien auch mit Körpergerüchen und Parfüm, die sie in den Ausstellungsraum bringt.
Die Arbeiten von Christiane Peschek wurden international in Galerien und Institutionen wie dem Kunsthaus Graz, NRW-Forum Düsseldorf, Museum Marta Herford, dem Benaki-Museum Athen und dem MAK Wien ausgestellt. Sie wurde mit mehreren internationalen Preisen ausgezeichnet, unter anderem mit dem Ehrenpreis für Fotografie der Emergentes DST. Im Jahr 2019 erhielt sie das Staatsstipendium für künstlerische Fotografie des österreichischen Bundeskanzleramtes. 2022 erhielt sie einen Theodor-Körner-Preis für Kunst. Ihre Werke befinden sich in Sammlungen wie der Belvedere 21, Kunstsammlung ING DiBa, dem Museum der Moderne Salzburg und dem Kupferstichkabinett Wien.

## Publikationen

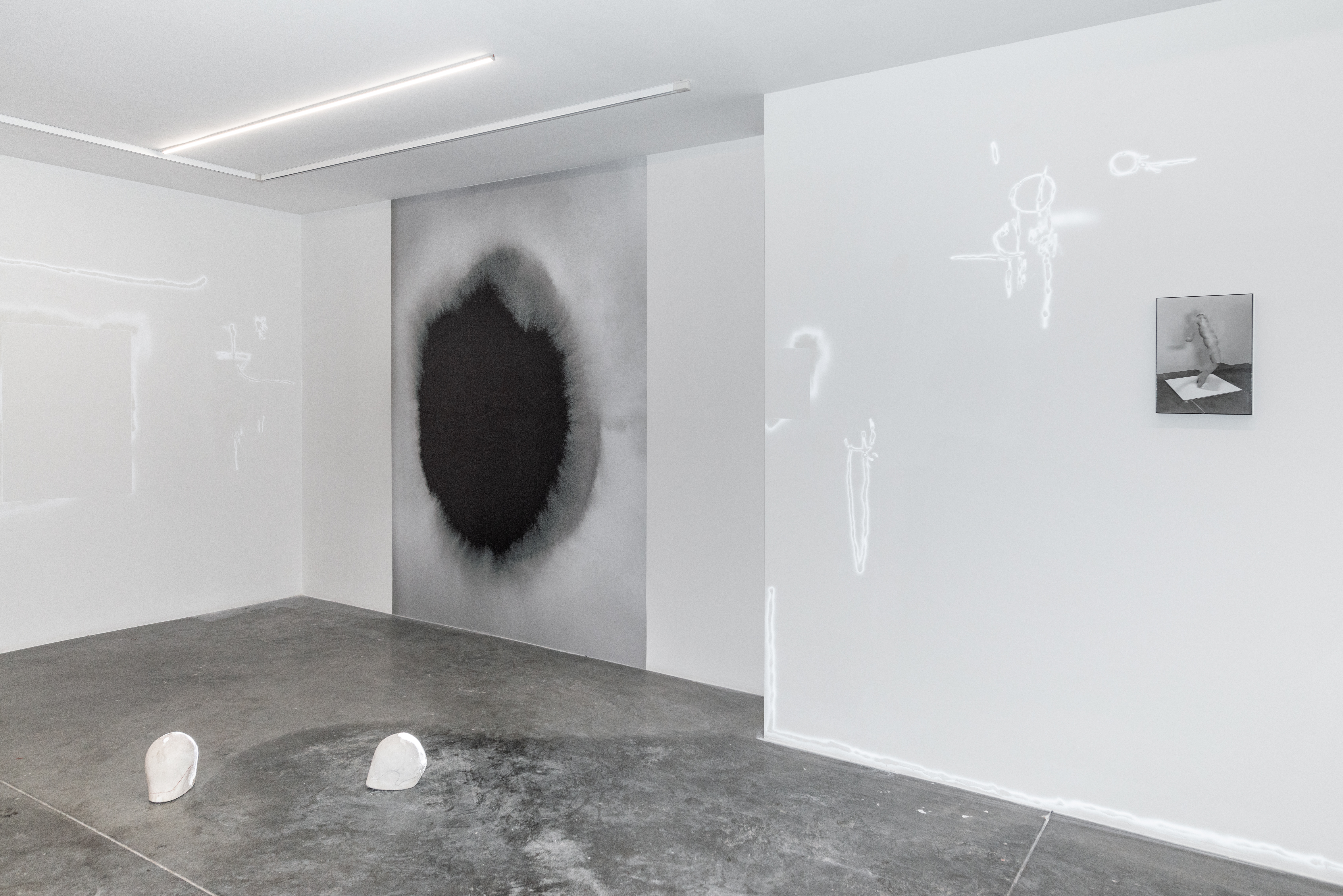
Ausstellungsansicht Artificial Bloom, Sanatorium Istanbul

Der Fotoband Invisibles aus dem Jahr 2015 ist der erste Bildband von Christiane Peschek, erschienen bei Einer Books. Im Rahmen der Ausstellung Fields of Ares im Salzburger Kunstverein erschien ihr erster Textband unter dem Titel Fields of Ares. Im Jahr 2021 erschien das Buch EDEN, eine Anleitung zur virtuellen Ewigkeit, im Eigenverlag. Im darauffolgenden Jahr wurde EDEN als deutsche und spanische Version im argentinischen Verlag SED Editions herausgebracht. 2022 erschien von Christiane Peschek das Buch OASIS - A Spa Reader bei Sanatorium Istanbul.